# Conolophus pallidus
Conolophus pallidus (сухопутні ігуани Санта-Фе) — вид ящірок родини ігуанових. Це один із трьох видів роду Conolophus і ендемік острова Санта-Фе на Галапагоських островах.

## Опис
Сухопутна ігуана Санта-Фе схожа на галапагоську сухопутну ігуану, за винятком того, що сухопутна ігуана Санта-Фе блідо-жовтого кольору з довшою, звуженою мордою та більш вираженими спинними шипами. Сухопутна ігуана Санта-Фе досягає загальної довжини (включаючи хвіст) 0,91 м при вазі тіла до 11 кг. Як холоднокровна істота, ця ігуана поглинає тепло від сонця, гріючись на вулканічних каменях, а вночі спить у норах, щоб зберегти тепло свого тіла. Ці ігуани також насолоджуються симбіотичними стосунками з острівними в'юрками; птахи видаляють паразитів і кліщів, забезпечуючи полегшення ігуані та їжу для птахів.

## Дієта
Сухопутні ігуани Санта-Фе в основному травоїдні, однак деякі особини показали, що вони умовно-патогенні м'ясоїдні тварини, які доповнюють свій раціон комахами, багатоніжками та падлом. Через дефіцит прісної води на островах, які вони населяють, наземні ігуани отримують більшу частину вологи з кактуса опунції, який становить 80 % їх раціону: фруктів, квітів, подушечок і навіть колючок. Під час сезону дощів вони будуть пити з доступних стоячих водойм і ласувати жовтими квітами роду Portulaca.